# Турбин, Виктор Иванович
Виктор Иванович Турбин (1926—2002) — инженер-судостроитель, лауреат Государственной премии СССР.

## Биография
Окончил Павловский инструментальный техникум (1945) и кораблестроительный факультет Горьковского института инженеров водного транспорта (1951).
С 1951 года работал на Волгоградском судостроительном заводе: мастер, начальник цеха, старший строитель судов, в 1963—1978 директор завода.
В 1979—1988 начальник Главного производственного управления Министерства судостроительной промышленности СССР.
Государственная премия СССР 1972 года — за создание и серийное строительство судов смешанного «река-море» плавания и за осуществление высокоэффективных бесперевалочных перевозок грузов на внешнеторговых и внутрисоюзных линиях.
Награждён орденами Ленина, Октябрьской Революции, Трудового Красного Знамени и медалями.